# Kloster der Heiligen Dreifaltigkeit von Turuchansk
Das Kloster der Heiligen Dreifaltigkeit von Turuchansk (russisch Свято-Троицкий Туруханский монастырь / Swjato-Troizki Turuchanski monastyr, wiss. Transliteration Svjato-Troickij Turuchanskij monastyr'), kurz Troizki-Kloster, ist ein Männerkloster der Norilsker und Turuchansker Diözese der Russisch-Orthodoxen Kirche in Turuchansk. Gegründet wurde es in der zweiten Hälfte des 17. Jahrhunderts.
Alexander Theodor von Middendorff besuchte es auf seiner Reise.